# Leistungskatalog
Der Leistungskatalog BMASGK 2025 (oder früher: Katalog medizinischer Einzelleistungen, auch: MEL-Katalog) aus dem österreichischen LKF-System ist die finanzierungsrelevante Dokumentationsgrundlage für den Großteil der österreichischen Krankenhäuser hinsichtlich Operationen und medizinische Leistungen.

## Grundlagen
Der Leistungskatalog wurde 1997 eingeführt und wird seither jährlich vom jeweiligen für Gesundheit zuständigen Bundesministerium gewartet.
In 26 Kapiteln sind 2.020 medizinische Einzelleistungen (MEL) angeführt (Stand 2019), davon 160 derzeit nicht finanzierungsrelevante Leistungen wie zum Beispiel Resteklassen von „sonstigen Operationen“, Physiotherapie oder von den Krankenkassen pauschal abgegoltene Leistungen.
Der Leistungskatalog ist eine Mischung aus organ- und prozedurenbezogener Klassifikation und aus einem Abrechnungskatalog.
Die Parameter zur Dokumentation bei Patienten auf Intensivstationen wie den SAPS 3 oder TISS-A werden gesondert im LKF-System beschrieben.
Die Leistungen werden mit fünfstelligen alphanumerischen Codes versehen, derzeit zwischen AA010 und ZZ040.
Zur korrekten Anwendung des Leistungskataloges werden in einem Handbuch Medizinische Dokumentation Codiererläuterungen gegeben.

## Begriff der Operation
Eine Operation ist grundsätzlich jeder Eingriff, der
- einen Schnitt und eine Naht,
- einen Schnitt ohne Naht, wenn die Naht aus medizinischen Gründen nicht indiziert ist, bzw.
- eine Naht ohne Schnitt bei traumatischer Ursache erfordert.

Keine Operation stellen alle Leistungen des nichtoperativen Teils des Leistungskataloges dar.
Keine Operation, d. h. med. Leistungen, die nicht unter. .9 oder des Leistungskataloges zu verschlüsseln sind, stellen folgende Leistungen dar, auch wenn sie unter Regional- oder Allgemeinanästhesie durchgeführt werden und unabhängig davon, wo sie durchgeführt werden (OP-Saal, Eingriffsraum etc.):
- Diagnostische und therapeutische Endoskopien durch vorgeformte Körperöffnungen auch bei Durchführung von Biopsien
- Diagnostisches oder therapeutisches Einführen von Kathetern oder Sonden durch vorgeformte oder krankhaft entstandene Körperöffnungen
- Perkutane Entnahmen von Geweben, Körperflüssigkeiten und Luft für diagnostische und therapeutische Zwecke ohne Hautinzision
- Perkutanes Einführen von Kathetern und Sonden für diagnostische und therapeutische Zwecke, auch mit Annaht
- Versorgung von Wunden, Inzisionen oder Defekten ohne Naht
- Entfernung von oberflächlichen Haut- oder Schleimhautveränderungen ohne Naht
- Versorgung von Frakturen und Luxationen mit/ohne Gipsverbänden und/oder Extensionen
- Geschlossene Gelenksmobilisationen
- Geschlossene Korrekturen und Repositionen von angeborenen oder erworbenen Fehlstellungen von Organen und Körperteilen
- Geschlossene Entfernung von Fremdkörpern
- Eröffnung und Entleerung von Abszessen ohne Schnitt

## Tagesklinische Leistungen
Bei tagesklinischen Leistungen handelt es sich dabei um ausgewählte operative und ausgewählte nicht-operative stationäre medizinische Einzelleistungen, die innerhalb von zwölf Stunden erbracht werden können, wenn:
- die Patienten vorab abgeklärt sind und geplant stationär aufgenommen wurden (keine Notfälle),
- für den Patienten ein systemisiertes Bett verwendet wird, wobei Betten der Tagesklinik systemisierte Betten sind,
- die zu erbringende Leistung dem gültigen tagesklinischen Leistungskatalog entstammt und
- die pflegerische und ambulante oder stationäre medizinische Nachsorge gewährleistet ist.

Voraussetzungen zur Abrechnung tagesklinischer Leistungen sind:
- Die Abrechnung von tagesklinischen Leistungen muss Versorgungsauftrag der Krankenanstalt entsprechen.
- Abrechenbar sind die operativen und nicht-operativen Leistungspositionen aus dem gültigen tagesklinischen Leistungskatalog.
- Aufnahme in die Tagesklinik kann nur bei Anstaltsbedürftigkeit erfolgen und soll mit der Aufnahmeart „K“ im Diagnosen- und Leistungsbericht dokumentiert werden.
- Betten der Tagesklinik sind systemisierte Betten. Das Führen einer interdisziplinären Tagesklinik ist möglich. In diesem Fall ist eine eigene Kostenstelle einzurichten. Bei Integration der Tagesklinik je Fachabteilung in die Stationen dieser Abteilung muss keine gesonderte Kostenstelle eingerichtet werden.
- Auf einem tagesklinischen Bett können auch mehr als ein Patient pro Tag behandelt und abgerechnet werden.

Tagesklinische Fälle mit Entlassung und nachfolgender Wiederaufnahme am selben Tag sind nur bei entsprechender Begründung im Einzelfall abrechenbar.

## Beispiele für Leistungen
- MEL BF020: extrakapsuläre Kataraktoperation mit Linsenimplantation
- MEL HH040: Appendektomie – offen
- MEL NF020: arthroskopische Operation des Kniegelenks
- MEL ZA010: Computertomographie – Kopf und Hals
- MEL AM010: Psychotherapie im Rahmen eines stationären Aufenthaltes
- MEL XC990: Fortsetzung einer Chemotherapie

## Leistungskatalog in Deutschland
Bezeichnung für alle Leistungen der gesetzlichen Krankenversicherung, auf die Versicherte gegenüber den Krankenkassen einen Anspruch haben. Der Leistungskatalog wird vom Gemeinsamen Bundesausschuss fortlaufend auf den diagnostischen und therapeutischen Nutzen der einzelnen Leistungen überprüft.